# Каземат

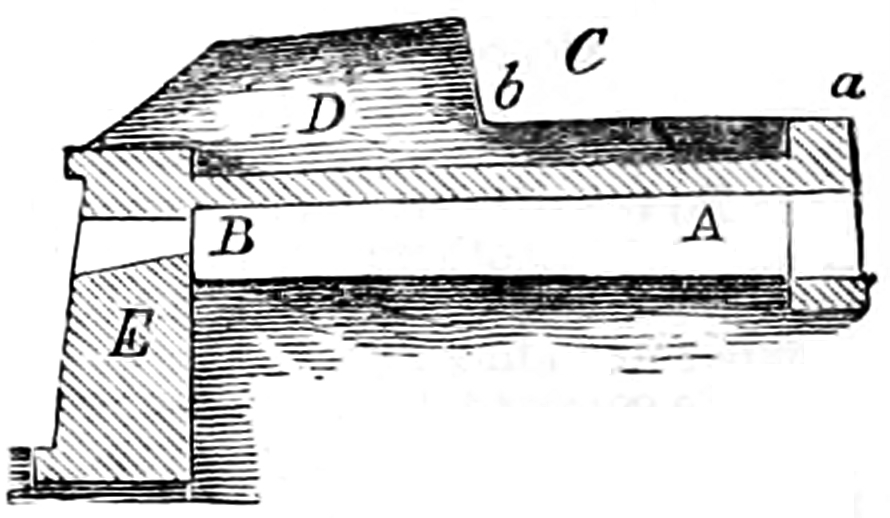
BA — каземат з амбразурою, C — барбет, D — бруствер, E — ескарп

Казема́т (фр. casemate від італ. casamatta — «сліпе укріплення») — тип захищених приміщень у сухопутній фортифікації і броненосному кораблебудуванні.

## Фортифікація
Каземат — окреме внутрішнє приміщення в укріпленій фортифікаційній споруді (фортеці, форті, доті, батареї та інше), що захищене від ворожого артилерійського вогню і бомбардування і служить для розміщення гарнізону, складів боєприпасів, продовольства тощо, а інколи і озброєння.
Фортечні каземати поділяються на оборонні і на охоронні. Перші пристосовані до оборони, і могли виконуватися у вигляді стрілецьких галерей і гарматних казематів (фланкувальні споруди і проміжні капоніри). Другі служили таким цілям: 1) зберігання боєприпасів, 2) зберігання продовольства, 3) розміщення особового складу (казематовані казарми, казарми під валгангами), 4) влаштування шляхів сполучення (казематовані траверси, потерни, ворота). До 1880-1890-х років каземати часто виконувалися з цегли, пізніше для їх спорудження став використовуватися бетон. Перекриття казематів було склепінчастим (зазвичай півциркульним), або плоским, з основою із залізних балок. Товщина бетонного склепіння наприкінці XIX століття доходила до 3 м, а товщина земляної засипки над ним перевищувала 5 м.
При використанні фортеці як в'язниці камери в ній також називають казематами.

## Кораблебудування

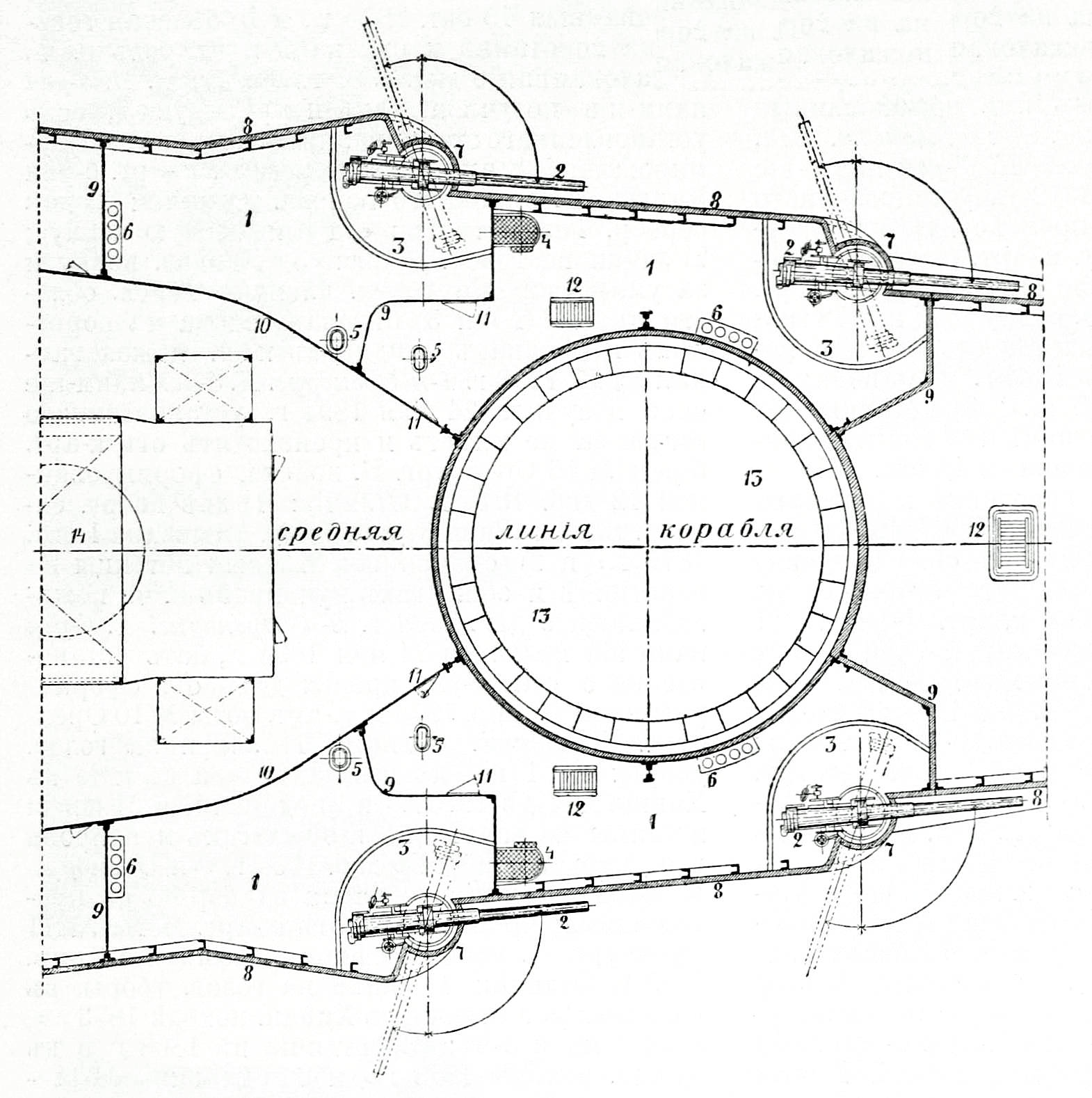
Каземати на панцернику (позначені цифрою 1)

На броненосному кораблі каземат — захищене приміщення для розміщення корабельної артилерії. Кораблі зі розташуванням артилерії головного калібру в казематах називалися казематними панцерниками. З появою барбетних і баштових панцерників у казематах стали встановлювати допоміжну (протимінну) артилерію. В одному казематі могли розміщатися 1, 2 і більше гармат. Лобове бронювання каземату становило 70-120 мм, тилове — 30–50 мм, згори й знизу його захищали броньові палуби. Якщо він був на кілька гармат, то між ними встановлювалися броньові перебірки завтовшки 25–50 мм для захисту від осколків.

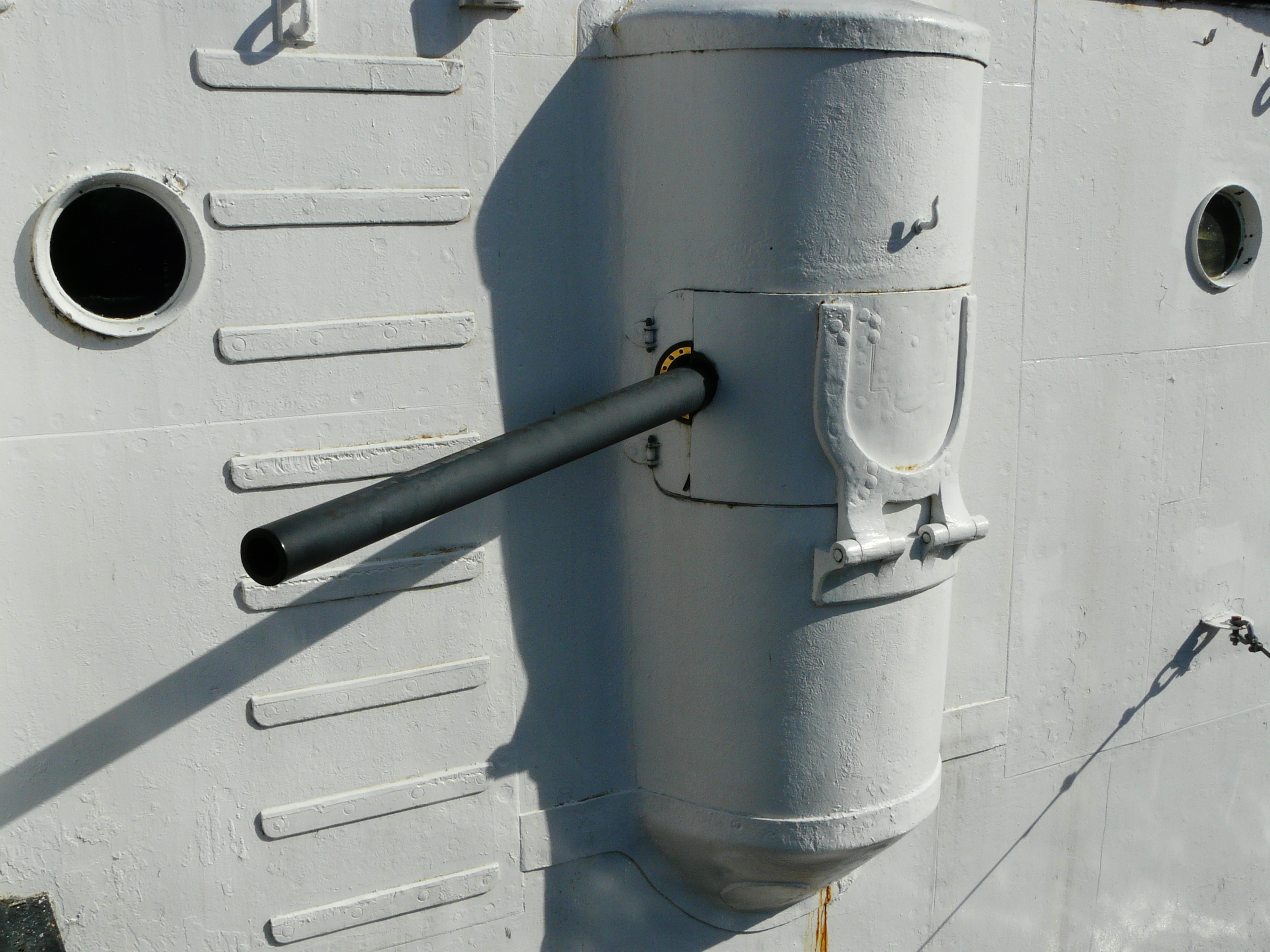
Спонсон у казематі крейсера Olympia (C-6)

Корабельні каземати можна розділити на серединні і бортові. Перші розташовувалися в діаметральній площині корабля, між баштами, поза кутами обстрілу останніх, і піднімалися над верхньою палубою настільки, щоб їхні гармати опинялися вище баштових гармат. Бортові каземати йшли вздовж бортів, і їх мусили поміщати нижче верхньої палуби, щоб не зменшувати кутів обстрілу великокаліберної артилерії. Гарматні порти казематів закривалися сталевими водонепроникними кришками (бронювати їх не було потреби, оскільки гармати були споряджені бронещитами). Близькість гармат бортових казематів до ватерлінії утрудняла їх застосування в свіжу погоду, під час сильної хитавиці, але вони мали перевагу перед гарматами серединних казематів у кутах обстрілу: завдяки уступам борту або спонсонам вони могли вести навіть погонний і ретирадний вогонь.

## Галерея

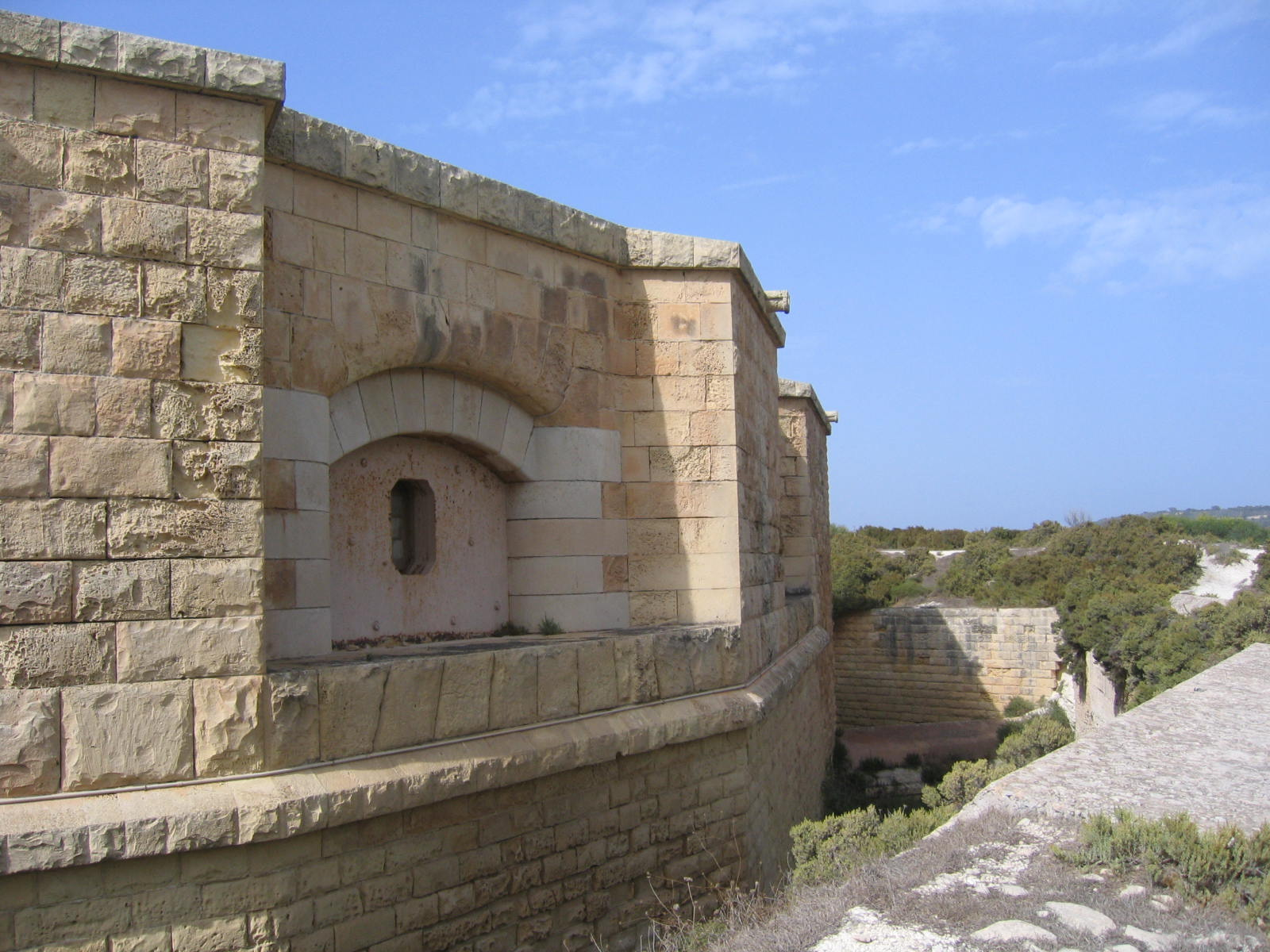
Каземат у башті святого Лучіана, Мальта
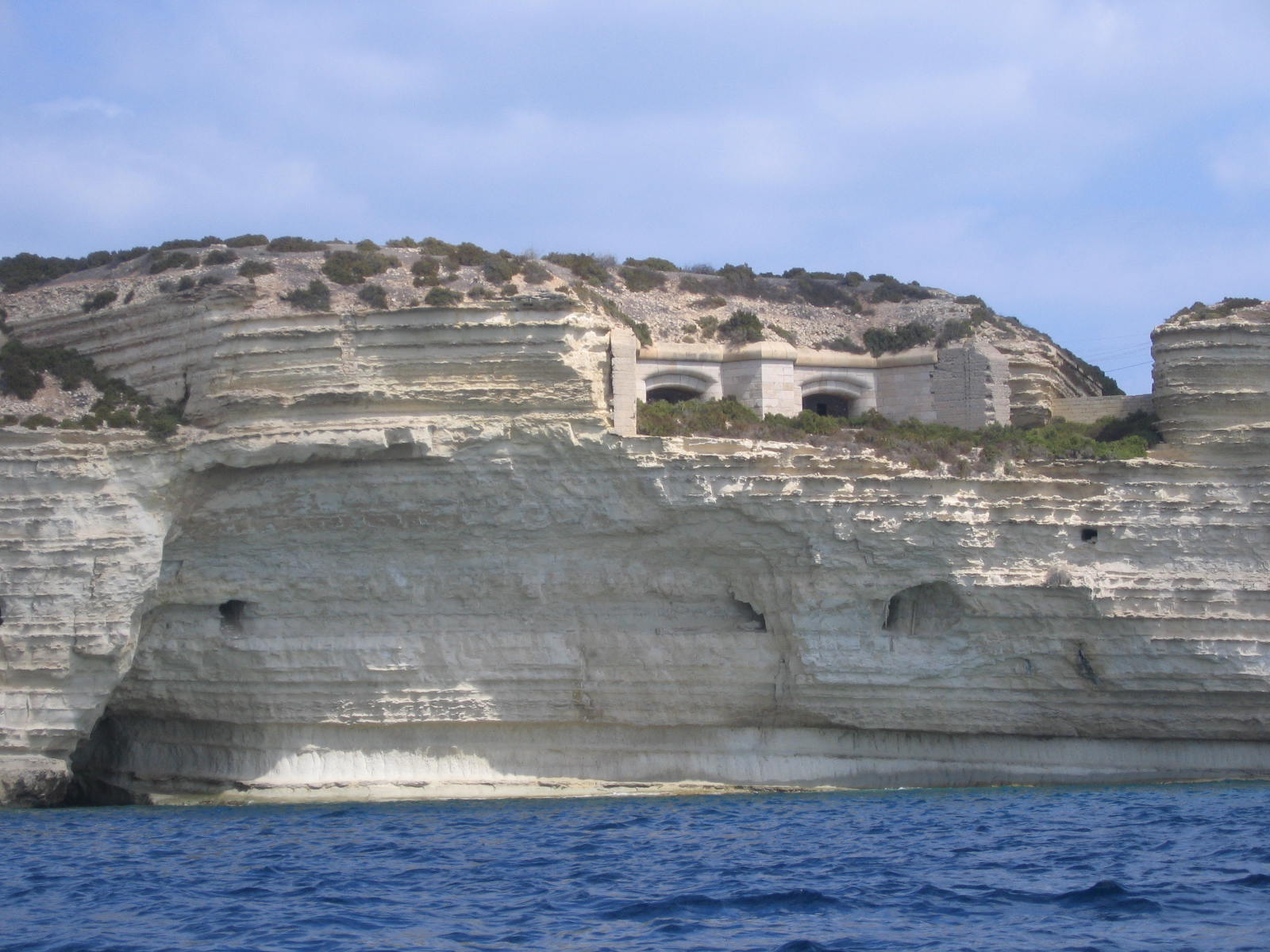
Каземати форту Делімара, Мальта
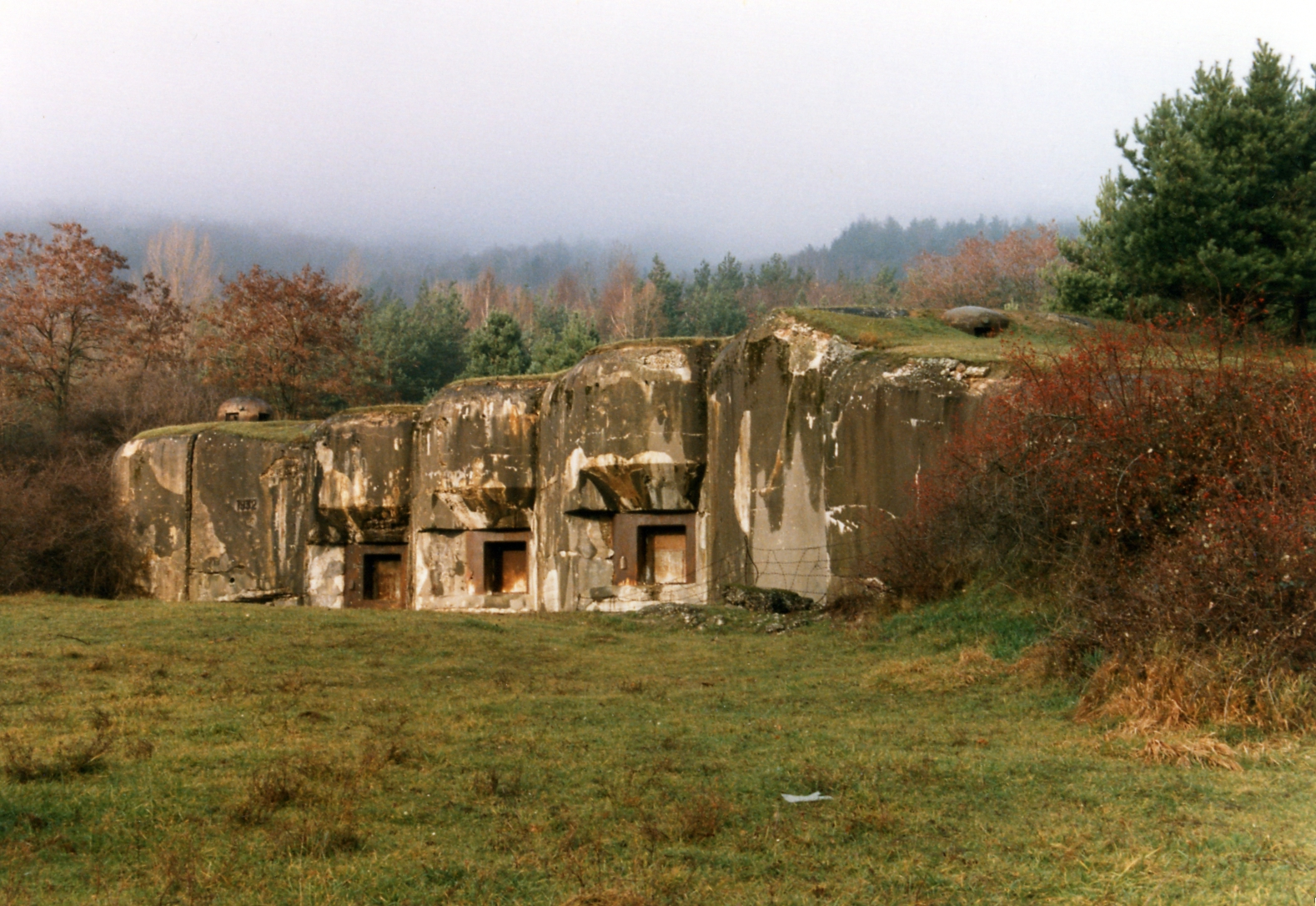
Каземат на лінії Мажино, Франція
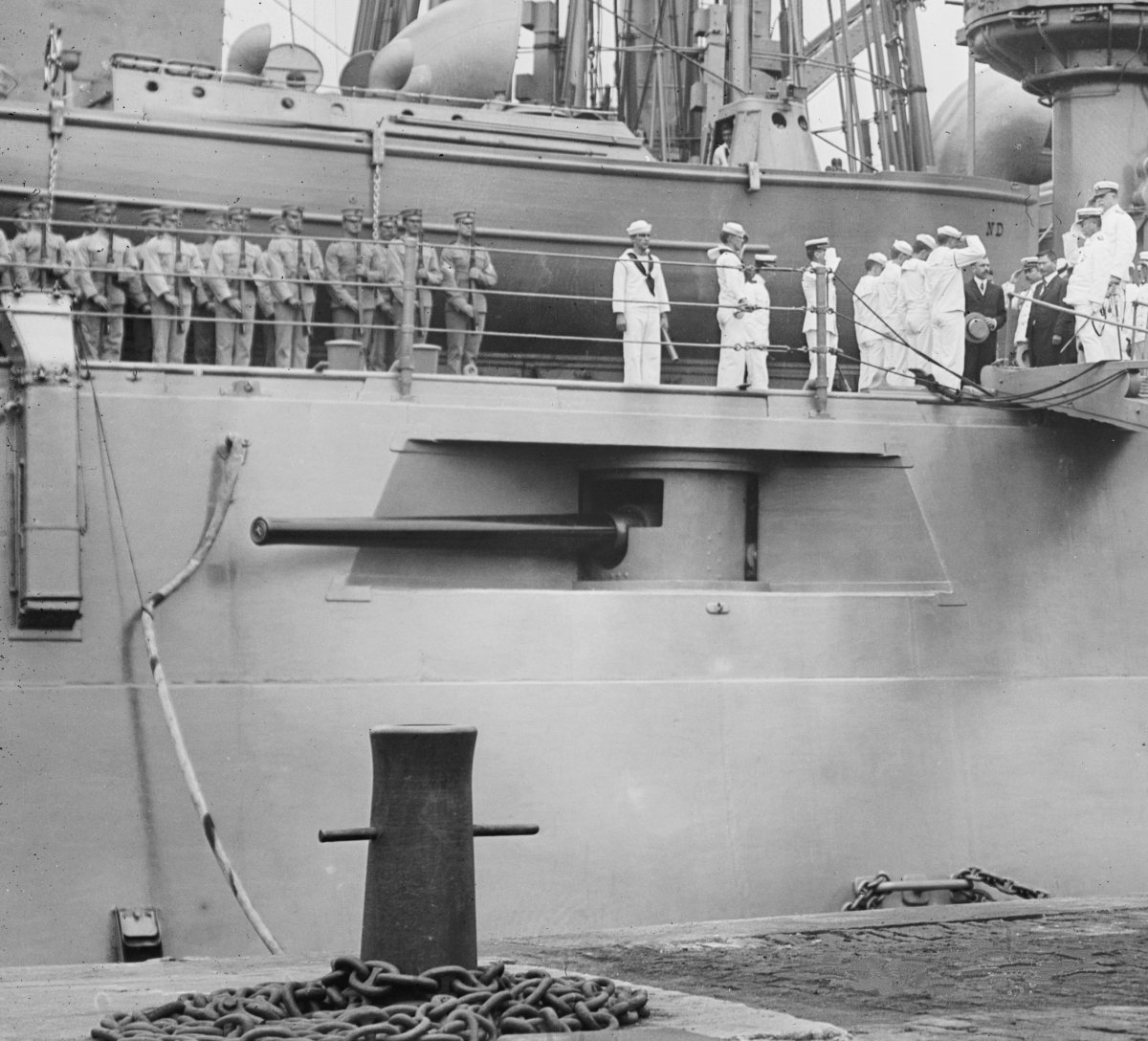
Корабельний каземат з 127-мм гарматою на лінкорі «Північна Дакота» (BB-29)
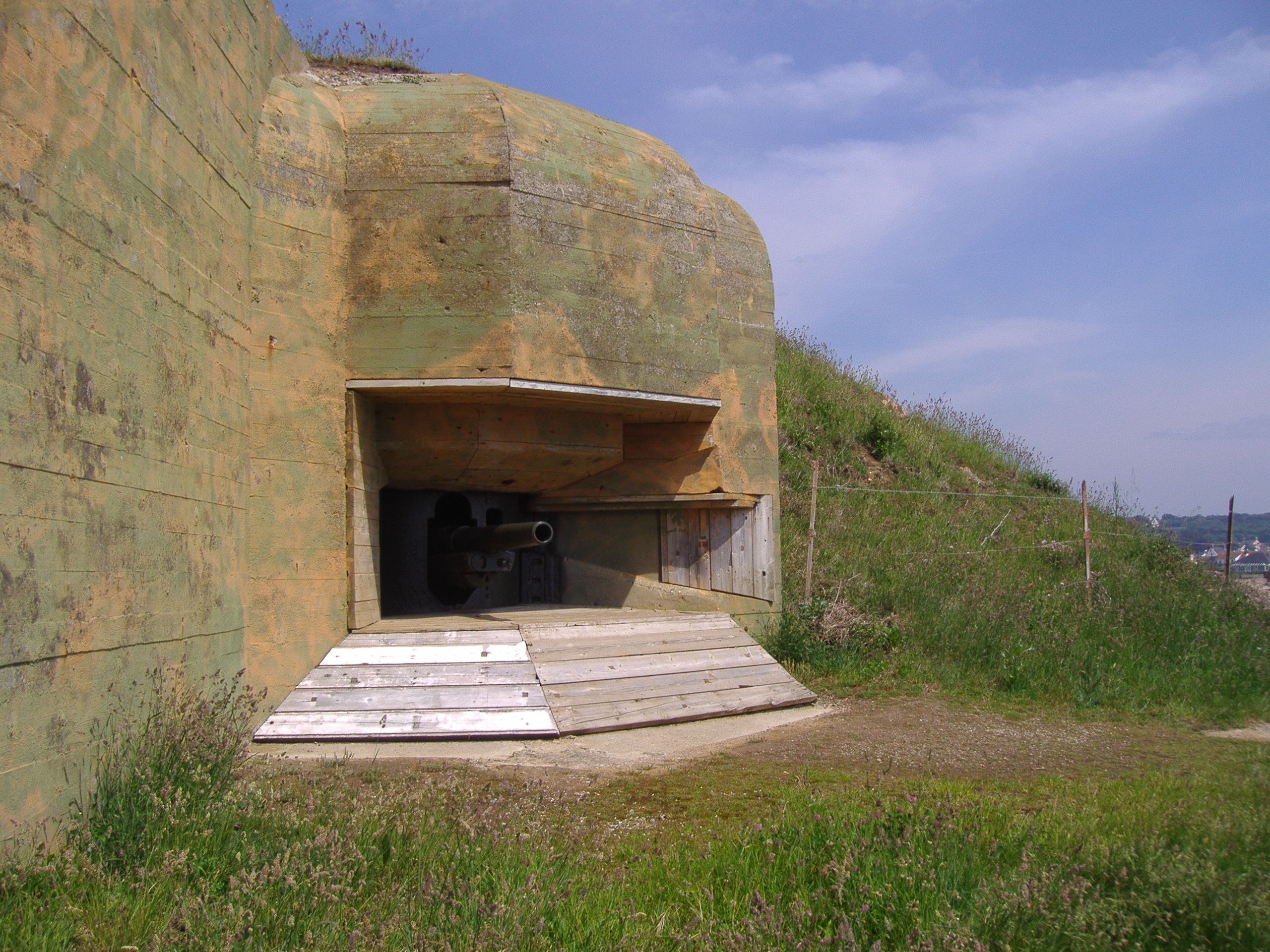
Німецький каземат форту Хоммет з 105-мм береговою артилерійською батареєю на острові Гернсі.
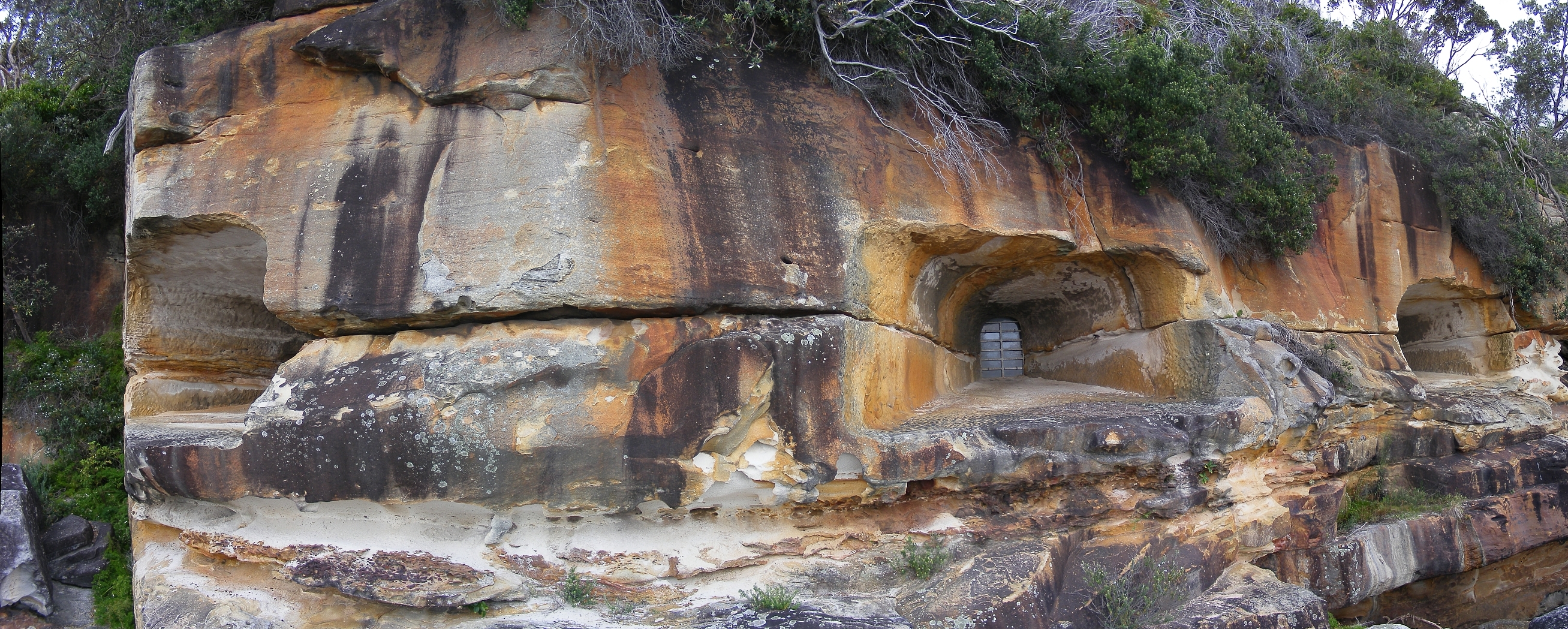
Австралійський каземат біля Сіднея, Австралія, 1871
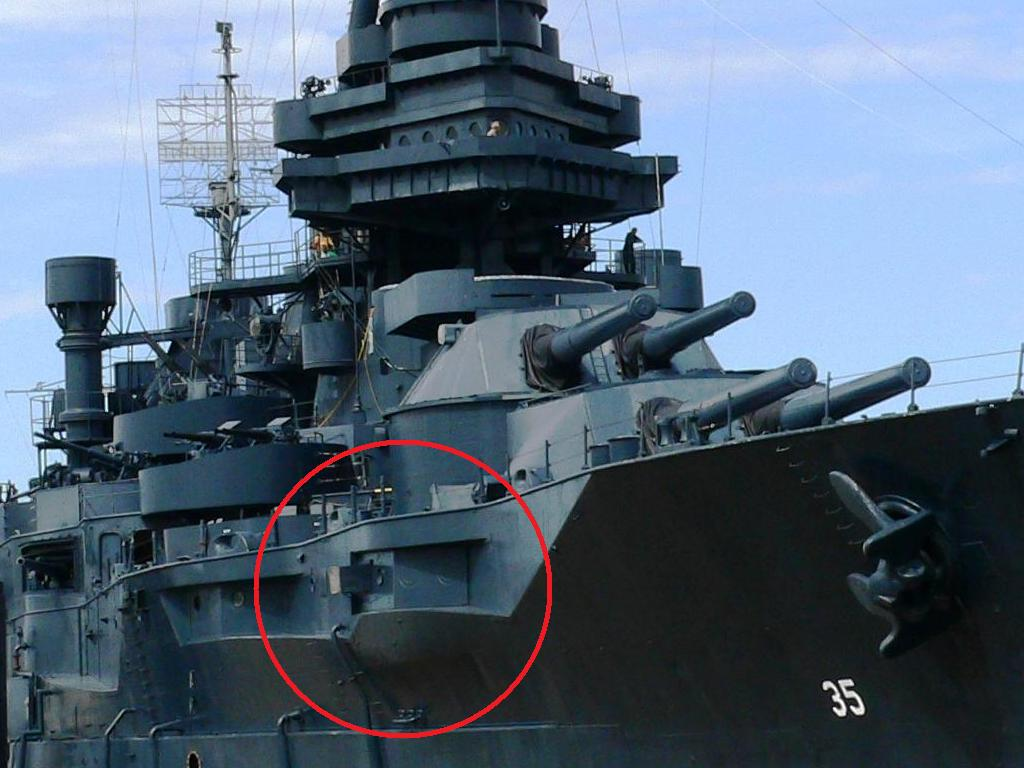
Каземати лінкора «Техас» (BB-35) Х'юстон, Техас.
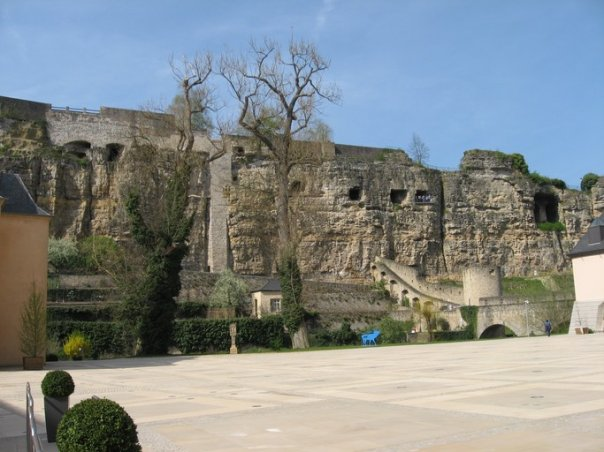
Каземати Люксембурга